# Deutscher Marinekalender
Der Deutsche Marinekalender, ab 1973 Marinekalender der DDR, erschien zu DDR-Zeiten als Jahresband beim Deutschen Militärverlag Berlin, später Militärverlag der DDR, von 1965 bis 1990. Der Jahresband 1991, zugleich der letzte, wurde 1990 vom Brandenburgischen Verlagshaus Berlin verlegt, das während der Wendezeit in der DDR zunächst den Militärverlag übernahm. Insgesamt erschienen 27 Jahresbände.
Ziel und Inhalt der populärwissenschaftlichen und spezifischen Publikation, die sich an alle maritim interessierten Bürger der DDR richtete, wurden im ersten Jahresband 1965 so charakterisiert: „Die jungen Flotten unserer Republik brauchen die Begeisterung, den Mut und das Können der Jugend … Es ist die Aufgabe des Deutschen Marinekalenders, das Verständnis und die Begeisterung vor allem der Jugend für unsere sozialistische Seefahrt zu wecken. Der Deutsche Marinekalender wird wesentlich zur Bereicherung des maritimen Wissens und zur sozialistischen Wehrerziehung beitragen und darüber hinaus ein wichtiges Informationsbedürfnis aller maritim interessierten Bürger … erfüllen“ (W. Ehm: Geleitwort, Deutscher Marinekalender 1965).
In dem 240 Seiten, zuletzt 220 Seiten, umfassenden und bebilderten Marinekalender, zum Teil farbig, kamen pro Band etwa 30 Autoren zu Wort. Es handelte sich dabei nicht nur um Angehörige der Volksmarine, sondern auch aus der zivilen Schifffahrt und breiten Kreisen der Bevölkerung. Die Herausgeber und der Redaktionsbeirat des Marinekalenders bemühten sich in den fast drei Jahrzehnten seines Bestehens um ein ausgewogenes Verhältnis der thematischen Abhandlungen, ohne die maritim-militärischen Aspekte zu überbetonen. Als Herausgeber für die Jahresbände zeichneten in Abfolge verantwortlich: Fred Richter (1965–1966), Hans Thierfelder (1967–1971), Helmut Dähnicke und Hans Thierfelder (1972), Günter Donath und Malte Kerber (1973), Klaus Krumsieg und Reiner Wachs (1974–1978), Klaus Krumsieg (1979–1982), Dieter Flohr und Robert Rosentreter (1983–1991).   

## Inhalt
Das Jahrbuch trug allen Themen der nationalen und internationalen Seefahrt Rechnung, und sein Inhalt widerspiegelte den damaligen Erkenntnisstand:
- Marinegeschichte
- Kriegsschiffe
- Seeschlachten
- Militärtechnik und Bewaffnung
- bedeutende maritime Persönlichkeiten
- Zeit der Segelschiffe
- Schiffbau und Werften
- Fracht- und Passagierschiffe
- Handels-Fischerei- und Technische Flotten
- Hafenstädte und Hafenwirtschaft
- Binnenschiffe und Binnenwasserstraßen
- See- und Tauchsport der Gesellschaft für Sport und Technik (GST)
- Fischerei und Meeresforschung
- Flotten der Staaten des Warschauer Pakts und anderer Mächte
- Alltag an Bord
- Piraterie in Vergangenheit und Gegenwart
- Anekdoten, Erzählungen, Reportagen
- maritime Kunst, Humor und Seemannsgarn u. a.

Der Almanach etablierte sich zu einem Zeitdokument der maritimen Entwicklung der DDR.